# 니가타현민 FM 방송

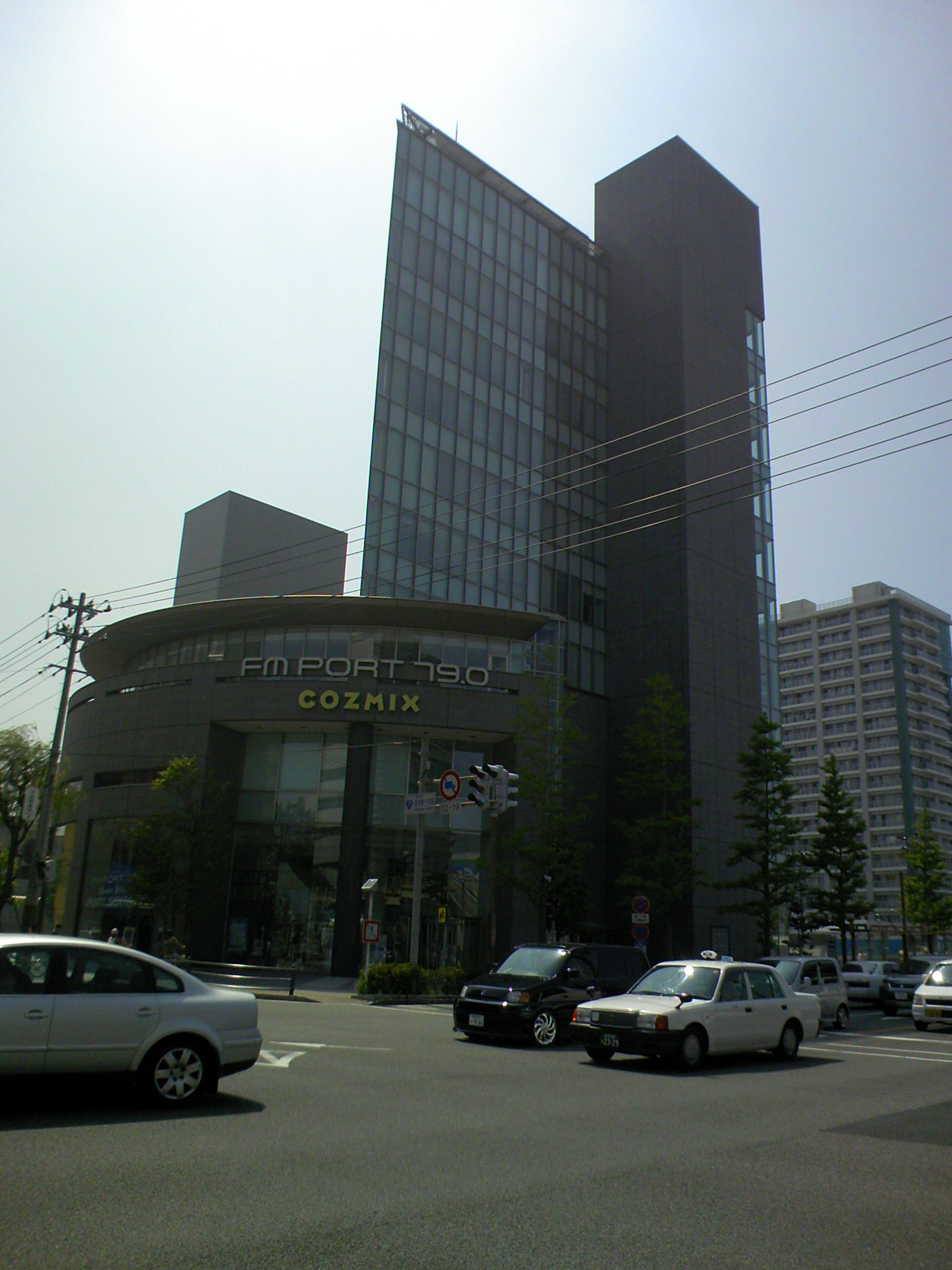
니가타 현민 FM

니가타현민 FM방송은 일본의 FM라디오 방송국으로 니가타현에서 방송을 실시하고 있다.
애칭은 FM PORT, 콜사인은 JOWV-FM이다.

## 개요
- 독립 라디오 방송국으로 개국 초기에는 JFL에 가맹했었다.
- 5대 도시권 이외의 지역에서는 처음으로 개국한 2번째 FM방송국이다.
- 스폰서 부족으로 인한 경영난을 이유로 2020년 6월 30일 23시 59분을 기해서 폐국했다.

## 연혁
- 2000년 11월경 - 시험 전파 송신.
- 2000년 12월 20일 - 개국
- 2008년 4월 1일 - 긴급지진속보 운용 개시.
- 2010년 12월 20일 - 개국 10 주년.
- 2020년 6월 30일 - 이날 23시 59분을 기해서 폐국.
- 2020년 7월 1일 - 정파.

## 주파수
- 야히코송신소(니가타 본국) 79.0MHz　출력:1kw
- 호리노우치 다이와 중계국 87.9MHz　출력:500w
- 다카다 중계국 83.2MHz　출력:30w

## 니가타현에 있는 다른 텔레비전·라디오 방송국
- NHK 니가타 방송국
- TV 니가타 방송망(TeNY)(니혼 TV 계열)
- 니가타 TV21(UX)(TV 아사히 계열)
- 니가타 방송(BSN)(TV는 도쿄 방송 계열, 라디오는 JRN&NRN계열)
- 니가타 종합 TV(NST)(후지 TV 계열)
- FM라디오니가타(JFN 계열)